# مدرسه مجاهدیه
مدرسه مجاهدیه (انگلیسی: Al-Mujahidiyah Madrasa) مدرسه تاریخی مربوط به قرن دوازدهم میلادی مربوط به اتابکان دمشق در دمشق، سوریه است.